# (4575) Broman
(4575) Broman ist ein Asteroid des Hauptgürtels, der am 26. Juni 1987 von der US-amerikanischen Astronomin Eleanor Helin am Palomar-Observatorium (IAU-Code 675) in Kalifornien entdeckt wurde.
Der Asteroid ist nach dem US-amerikanischen Astronomen Brian P. Roman benannt, der zusammen mit Eleanor Helin drei Asteroiden und drei periodische Kometen entdeckte und an dessen Geburtstag dieser Asteroid entdeckt wurde.